# ジョジマール・ロドリゲス・ソウザ・ロベルト

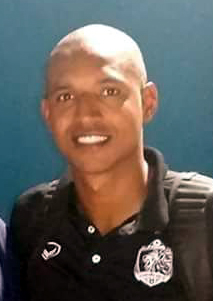
ジョジマール・ロドリゲス・ソウザ・ロベルト

ジョジマール・ロドリゲス・ソウザ・ロベルト（Josimar Rodrigues Souza Roberto、1987年8月16日 - ）は、ブラジル出身の元サッカー選手。現役時代のポジションはフォワード。

## 経歴
ブラジルのイパチンガFCから2006年8月にJ1・ヴァンフォーレ甲府に完全移籍で加入。リーグ戦及びカップ戦では出場機会がなかったが、チーム得点王だったエースストライカーのバレーがリーグ戦終了後に退団したため、直後の天皇杯5回戦・川崎フロンターレ戦に公式戦初出場すると2得点を挙げる活躍を見せ、甲府のクラブ史上初となる天皇杯準々決勝進出に貢献した。
2007年も戦術面などの問題から甲府では出場機会を得られなかったため、シーズン途中の7月18日より愛媛FCに期限付き移籍した。愛媛にとっては初のブラジル人選手の獲得となった。後半戦だけでリーグ戦8得点を挙げる活躍を見せる。
2008年は甲府に復帰し、レギュラーとして出場機会を与えられるようになったが、プレイスタイルが甲府のシステムと一致せず、また不調に陥ってしまったことなどから第1クール終盤よりレギュラーの座を失い、更に7月にマラニョンとサーレスのブラジル人選手が入団すると出場機会を完全に失ってしまった。シーズン終了後、甲府がマラニョンの他にも2人の新外国人を加入させたため去就が注目されたが、2007年シーズンの活躍でジョジマールのプレイスタイルを熟知している愛媛が完全移籍で獲得した。2011年までの3年間愛媛でプレーし、2012年に東京ヴェルディへ完全移籍。だが16試合で1得点と結果を残せず、8月23日に契約を解除された。
甲府入団以来、7年以上日本でプレーしていたこともあり、日本語は日常会話では全く問題ない程のレベルである。簡単な漢字の読み書きもでき、自身のTwitterでは日本のファンとの交流も見られた。

## 所属クラブ
ユース経歴
- 2003年 - 2005年  イパチンガFC 下部組織

プロ経歴
- 2006年  イパチンガFC
- 2006年8月 - 2008年  ヴァンフォーレ甲府
  - 2007年7月 - 同年12月  愛媛FC (期限付き移籍)
- 2009年 - 2011年  愛媛FC
- 2012年 - 同年8月  東京ヴェルディ
- 2013年  CEラジェアデンセ
- 2014年  CSA
- 2014年  アトレチコ・ゴイアニエンセ
- 2015年  クルーベ・ナウチコ・カピバリベ
- 2015年  アル・ファトフSC
- 2016年   アーミー・ユナイテッドFC
- 2017年  タイ・ポートFC
- 2018年  CSA
- 2018年  PTTラヨーンFC
- 2019年  ポリス・テロFC
- 2019年  タイ・ポートFC

## 個人成績
| 国内大会個人成績 | 国内大会個人成績 | 国内大会個人成績 | 国内大会個人成績 | 国内大会個人成績 | 国内大会個人成績 | 国内大会個人成績 | 国内大会個人成績 | 国内大会個人成績 | 国内大会個人成績 | 国内大会個人成績 | 国内大会個人成績 |
| 年度             | クラブ           | 背番号           | リーグ           | リーグ戦         | リーグ戦         | リーグ杯         | リーグ杯         | オープン杯       | オープン杯       | 期間通算         | 期間通算         |
| 年度             | クラブ           | 背番号           | リーグ           | 出場             | 得点             | 出場             | 得点             | 出場             | 得点             | 出場             | 得点             |
| ブラジル         | ブラジル         | ブラジル         | ブラジル         | リーグ戦         | リーグ戦         | ブラジル杯       | ブラジル杯       | オープン杯       | オープン杯       | 期間通算         | 期間通算         |
| ---------------- | ---------------- | ---------------- | ---------------- | ---------------- | ---------------- | ---------------- | ---------------- | ---------------- | ---------------- | ---------------- | ---------------- |
| 2006             | イパチンガ       |                  | セリエC          |                  |                  |                  |                  |                  |                  |                  |                  |
| 日本             | 日本             | 日本             | 日本             | リーグ戦         | リーグ戦         | リーグ杯         | リーグ杯         | 天皇杯           | 天皇杯           | 期間通算         | 期間通算         |
| 2006             | 甲府             | 34               | J1               | 0                | 0                | 0                | 0                | 1                | 2                | 1                | 2                |
| 2007             | 甲府             | 34               | J1               | 2                | 0                | 5                | 0                | -                | -                | 7                | 0                |
| 2007             | 愛媛             | 33               | J2               | 21               | 8                | -                | -                | 3                | 0                | 24               | 8                |
| 2008             | 甲府             | 14               | J2               | 13               | 5                | -                | -                | 0                | 0                | 13               | 5                |
| 2009             | 愛媛             | 9                | J2               | 33               | 7                | -                | -                | 0                | 0                | 33               | 7                |
| 2010             | 愛媛             | 9                | J2               | 27               | 4                | -                | -                | 1                | 0                | 28               | 4                |
| 2011             | 愛媛             | 9                | J2               | 25               | 5                | -                | -                | 0                | 0                | 25               | 5                |
| 2012             | 東京V            | 15               | J2               | 16               | 1                | -                | -                | -                | -                | 16               | 1                |
| 通算             | ブラジル         | ブラジル         | セリエC          |                  |                  |                  |                  |                  |                  |                  |                  |
| 通算             | 日本             | 日本             | J1               | 2                | 0                | 5                | 0                | 1                | 2                | 8                | 2                |
| 通算             | 日本             | 日本             | J2               | 135              | 30               | -                | -                | 4                | 0                | 139              | 30               |
| 総通算           | 総通算           | 総通算           | 総通算           | 137              | 30               | 5                | 0                | 5                | 2                | 147              | 32               |

- Jリーグ初出場 - 2007年3月10日 J1・第2節 名古屋グランパスエイト戦 (小瀬)
- Jリーグ初得点 - 2007年8月16日 J2・第34節 ベガルタ仙台戦 (愛媛陸)